# 金野井用水路
金野井用水路（かなのいようすいろ）または江戸川右岸用水路（えどがわうがんようすいろ）は、埼玉県春日部市、吉川市、北葛飾郡松伏町を流れる用水路である。

## 概要

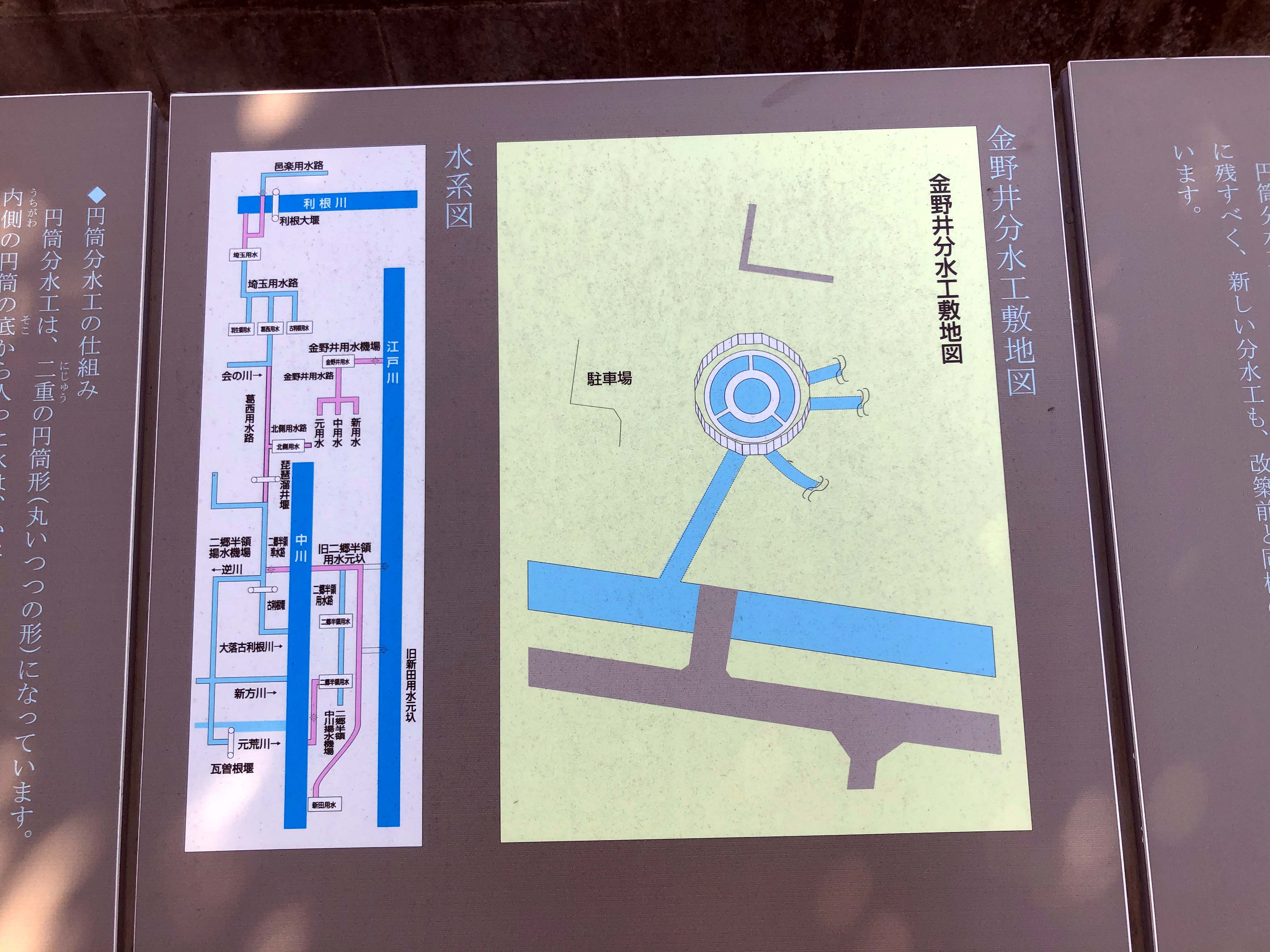
吉川市大字上内川 水系図

江戸川と中川に挟まれた春日部市南東部、松伏町東部、吉川市北部地域の灌漑を目的に整備された用水路であり、金杉台地の西縁を沿う様に流れている。
大正中期までこの周辺の耕地は湿田地帯であったが、1917年（大正6年）から1922年に庄内古川の付け替え、大正中期から昭和初期にかけての耕地整理事業により湿田耕地は乾田化された。しかし、水源である江戸川の河床低下、取入樋管位置の不良等により年々水不足が生じ、戦後までこのような状態が起こっていた。そこで、1953年（昭和28年）から1964年（昭和39年）の県営かんがい排水事業江戸川右岸地区の実施により、個々にあった樋管を統廃合し北葛飾郡庄和村（現春日部市）西金野井に新設、併せて本用水路を整備したが、 江戸川の河床低下が進行したため、揚水機を設けることとなった。その後、1992年（平成4年）から2003年（平成15年）の利根中央農業用水再編事業の実施により施設を全面改築し現在に至る。
本用水路は葛西用水路土地改良区によって管理されている。

## 流路
江戸川右岸と並行に南下する。
- 起点：江戸川
- 春日部市西金野井の金野井揚水機場にて江戸川より取水[7]
- 春日部市上金崎と同市西金野井の境界を南西方向へ流下
- 首都圏外郭放水路第一立坑の南付近にて、根用水と合流
- 春日部市金崎と同市大衾の境界付近にて、金野井幹線放水路が分流
- 春日部市大衾にて曲流しつつ、埼玉県道42号線沿いに南東、東南東方向へ流下
- 春日部市米崎と同市飯沼の境界、庄和変電所付近にて承水溝が伏越す
- 松伏町大字魚沼東部を南南東方向へ流下
- 松伏町大字築比地の大正大学埼玉校舎付近より江戸川右岸堤防方向へ曲流
- 吉川市大字上内川、埼玉県道19号線東埼玉テクノポリス入口交差点付近の二郷半領分水工にて、本線を二郷半領用水路に譲る（水流は分断）[8][9]
- 用水は二郷半領分水工に隣接する金野井分水工へ送られ、新用水路、中用水路、元用水路に分水
- 終点：新用水路、中用水路、元用水路

## 河川施設
- 金野井揚水機場
- 根用水合流工
- 1-5号チェックゲート（堰）
- 二郷半領分水工
- 金野井分水工

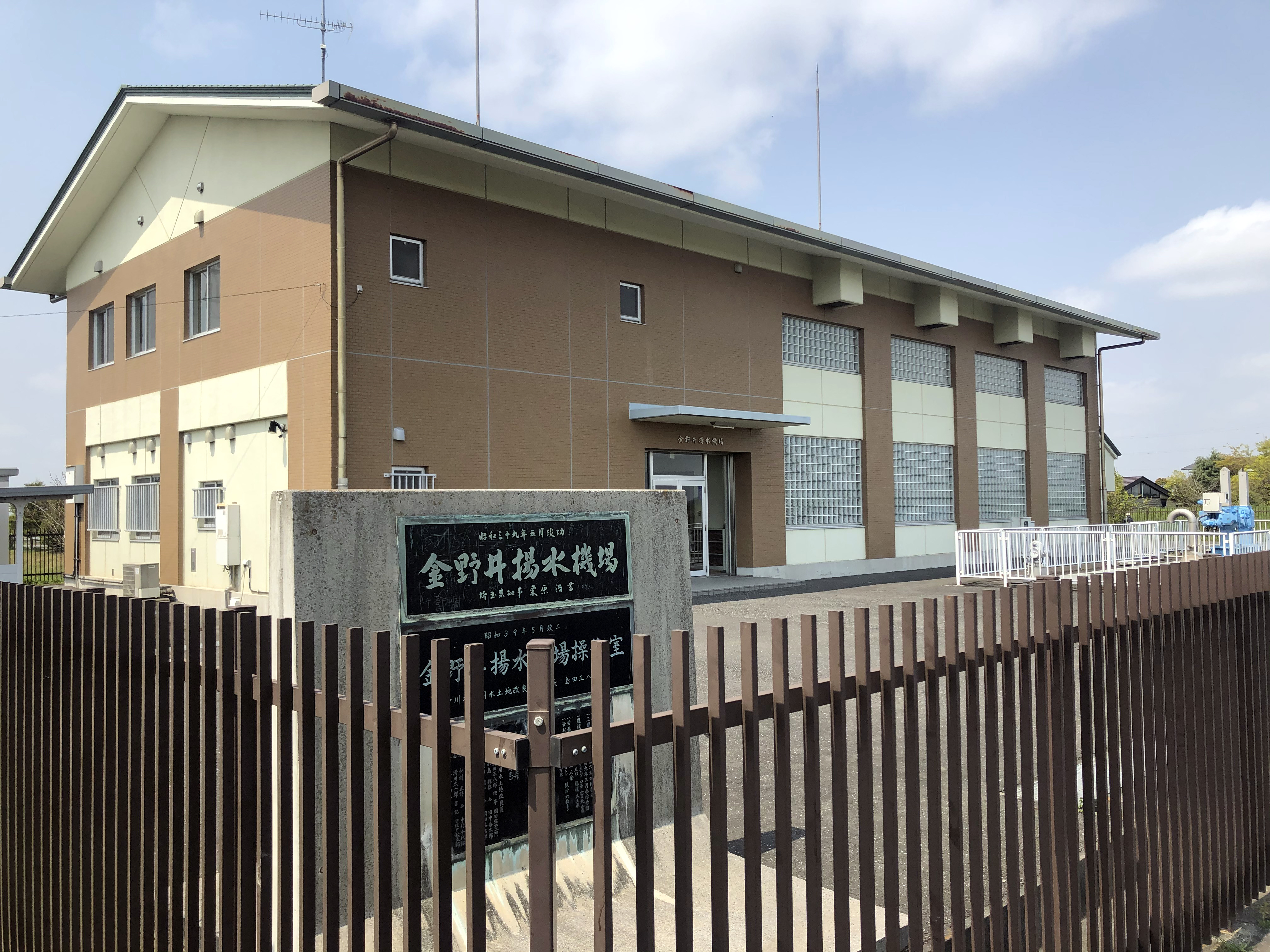
金野井揚水機場
所在地：埼玉県春日部市西金野井951 (35.9967041, 139.8126281)
設備： 横軸斜流ポンプ口径900mm 2台、口径600mm 1台

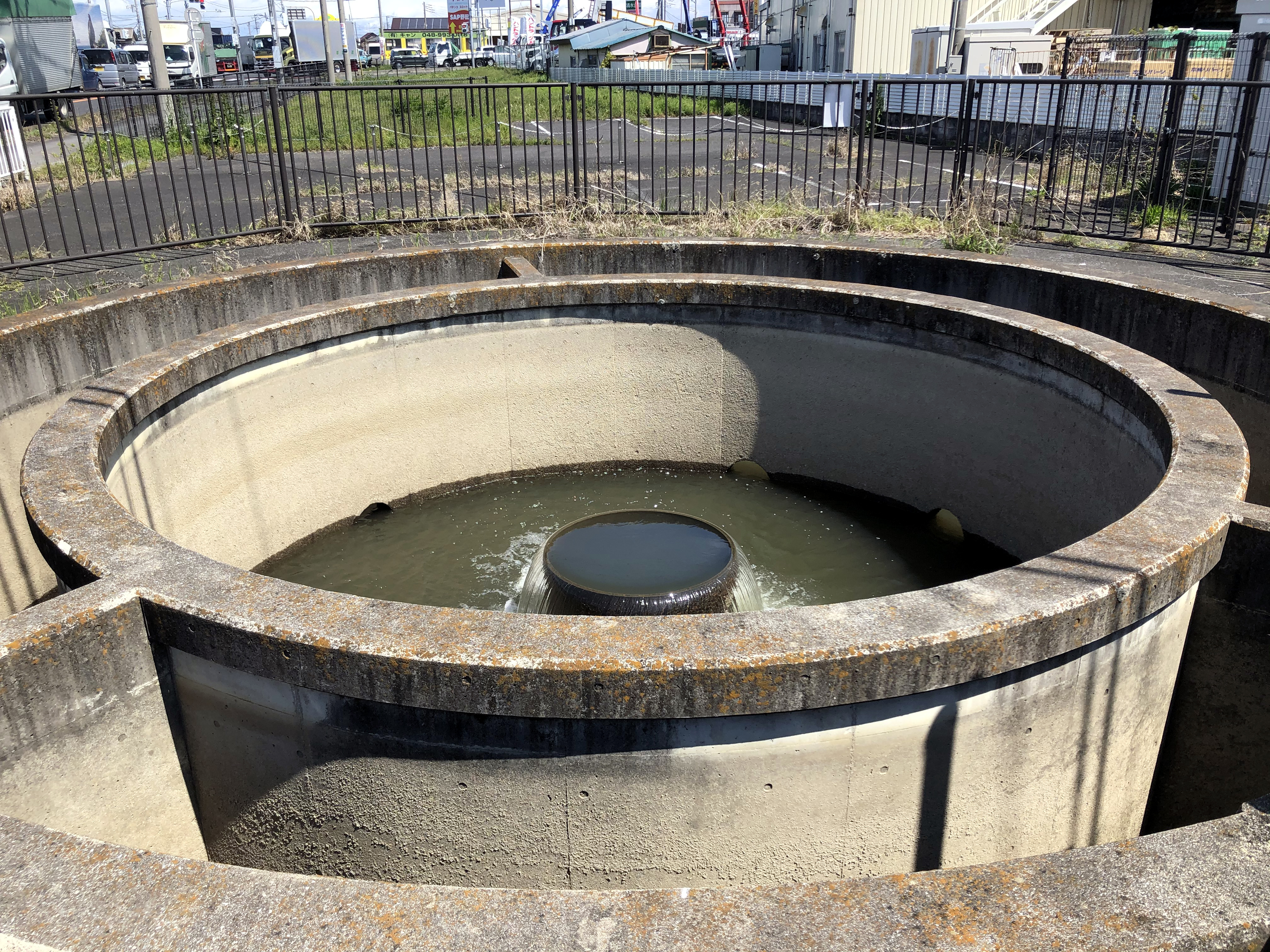
金野井分水工
所在地：埼玉県吉川市大字上内川384-2 (35.9365982, 139.8413383)
設備：円筒分水工

## 流域の自治体
埼玉県春日部市、吉川市、北葛飾郡松伏町

## 橋梁
上流から
- 江戸川右岸堤防（埼玉県道156号三郷幸手自転車道線）
- 坂橋（埼玉県道321号西金野井春日部線）
- 根用水橋（国道16号線東京環状）
- 山根橋（春日部市道9-3136号線）
- 平松谷橋（庄和中央通り）
- 庄和橋（春日部市道1-107号線）
- （東武野田線〈東武アーバンパークライン〉）
- 永沼橋（埼玉県道・千葉県道42号松伏春日部関宿線）
- （はなみずき通り）
- 飯沼橋（埼玉県道・千葉県道42号松伏春日部関宿線）
- 平成橋（春日部市道2-201号線）
- （千葉県道・埼玉県道80号野田岩槻線）
- （埼葛広域農道）
- 内川橋（埼玉県道・千葉県道19号越谷野田線）

※その他名称不明の橋も多くある

## 周辺の施設
上流から
- 首都圏外郭放水路
  - 庄和排水機場
  - 龍Q館
  - 外郭放水路調圧水槽（地下神殿）
  - 首都圏外郭放水路第一立坑
- 埼玉県立庄和高等学校
- 庄和総合公園
- 南桜井駅
- 春日部市立葛飾中学校
- 春日部市立川辺小学校
- 庄和南公民館
- 庄和変電所
- 春日部市立飯沼中学校
- 庄和工業団地
- 埼玉筑波病院
- 大正大学埼玉校舎
- 東埼玉テクノポリス